# Stu Jacobs
Stu Jacobs (25 de octubre de 1965) es exfutbolista y actual entrenador neozelandés.

## Carrera

### Como jugador
Como futbolista jugaba de mediocampista en el Miramar Rangers. Llegó a integrar la plantilla de Nueva Zelanda que afrontó la Copa de las Naciones de la OFC 1996. En total, jugó 16 partidos internacionales.

### Como entrenador
Comenzó como técnico en 2007, al asumir el cargo del Team Wellington. Exceptuando un corto plazo en que estuvo a cargo de la selección neozelandesa Sub-23 en 2008, estuvo al mando de la franquicia de la capital de Nueva Zelanda hasta 2011. Ese año asumió en el YoungHeart Manawatu, donde estaría a cargo hasta que la franquicia perdió su lugar en la ASB Premiership luego de la temporada 2012/13.

#### Clubes
| Club                | País          | Año         |
| ------------------- | ------------- | ----------- |
| Team Wellington     | Nueva Zelanda | 2007 - 2011 |
| Selección Sub-23    | Nueva Zelanda | 2008        |
| YoungHeart Manawatu | Nueva Zelanda | 2011 - 2013 |